# کتابخانه ملی مونته‌نگرو
کتابخانه ملی مونته‌نگرو (به زبان مونته‌نگرویی: Nacionalna biblioteka Crne Gore) یک مؤسسه عمومی است که نوشته‌ها، چاپ‌ها و انتشارات را در مونته‌نگرو و خارج از کشور حفظ می‌کند. کتابخانه به عنوان بخشی از تولیدات خود کتاب گذشته و فعلی مونته‌نگرو را منتشر می‌کند. کتابخانه ملی برای کلیه کتابخانه‌ها در مونته‌نگرو و آژانس ملی برای تعیین شماره‌های شابک، شاپا و سایر شماره‌های بین‌المللی کتابشناختی و فهرست نویسی در انتشارات برای ناشران در مونته‌نگرو است. این کتابخانه به نام دوراد کنولویچ حاکم قرن پانزدهم مونته‌نگرو نامگذاری شده که در سال ۱۴۹۳ اولین چاپخانه دولتی در جهان و دومین چاپخانه الفبای سیریلیک در اروپا را تأسیس کرد.

## ساختمان‌ها
کتابخانه ملی مونته‌نگرو در دو عمارت مهم تاریخی که در سال ۱۹۱۰ برای دیپلماسی‌های ایتالیایی و فرانسه در پادشاهی مونته‌نگرو ساخته شده است. سفارت سابق ایتالیا مطابق پروژه‌ای که توسط معمار ایتالیایی کورادینی طراحی شده ساخته شده در حالی که سفارت سابق فرانسه توسط معمار مشهور فرانسوی پل گودت طراحی شده است.

## مجموعه
مجموعه کتابخانه ملی شامل حدود ۲٬۰۰۰٬۰۰۰ کتاب، روزنامه، مجلات، نسخه‌های خطی، نقشه‌های جغرافیایی و تاریخی، اطلس، موسیقی چاپی، کارت پستال و عکس، آلبوم، کاتالوگ، موارد صوتی و تصویری، فرم‌های میکروگرافی و سایر مطالب می‌باشد.